# Obafemi Martins
Obafemi Martins (Lagos, 1984. október 28. –) nigériai válogatott labdarúgó, jelenleg a kínai Shanghai Shenhua csatára.
Két testvére szintén labdarúgó: bátyja, Oladipupo Olarotini Martins és öccse, John Ronan Martins.

## Pályafutásának kezdete
Martins még tizennégy évesen állt be a lagosi helyi labdarúgócsapatba, az FC Ebedie klubba, ahol a menedzser,Churchill Oliseh fedezte fel. Egy évvel később Martins az olasz Serie C osztályba igazolt át, a Reggianába. Miután jól teljesített az Olaszországban töltött első szezonjában, 2001-ben a Serie A-s Internazionale igazolta le.

## Internazionale
Az Internazionale 750 000 eurót fizetett Martins átigazolásáért. Első szezonjában 23 gólt lőtt az utánpótlás csapatban és segített megszerezni a csapatnak az olasz U18-as bajnoki címet. Tizennyolc évesen már a felnőttek között játszhatott egy Palermo elleni meccsen.
Az Internazionale 2005-ben egy 2010-ig szóló szerződéshosszabbítást ajánlott Martinsnak, 2,5 millió euróért. 2006-ban Martinst meghívták a nigériai válogatottba. 2006 augusztusában Martinst eladták, helyette az Internazionale vett két új játékost Hernán Crespót és Zlatan Ibrahimovićot.

## Newcastle United FC

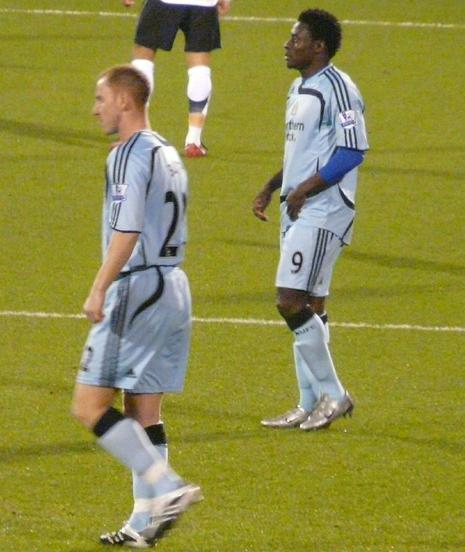
Martins és Nicky Butt egy mérkőzésen

Több angol klub figyelmét is felkeltette, a legkomolyabb érdeklődő a Newcastle United volt, így 2006 augusztus 24-én eldőlt, hogy Martins hozzájuk fog csatlakozni. Ez a szerződés 5 évre szólt, és körülbelül 10 millió angol fontba került. Martins az UEFA-kupamérkőzések előtt is hírnevet szerzett magának a FK Ventspils ellen, a szurkolók hamar megkedvelték. Martins mezszáma ebben a csapatban a 9-es volt. Az augusztus 27-diki mérkőzésen lépett először a pályára az Aston Villa elleni mérkőzésen, és súlyos térdsérülést szenvedett.
Szeptember 17-én a csapat a West Ham United ellen vendégszerepelt az Upton Parkban. Az 1-0-ra vezető Newcastle United részére Martins még egy gólt szerzett, így 2-0 lett az eredmény. A meccs után Martins nagyon jó formában játszott, több gólt is rúgott. 2007 január 11-én a Chelsea jelezte, hogy át akarják igazolni Martinst. Martins azonban nem csatlakozott a csapathoz, inkább maradt a Newcastle Unitednél.
Január 14-én a Tottenham Hotspur FC otthon fogadta a Newcastle Unitedot. Ezen a mérkőzésen, a Tottenham Hotspur FC 2-1-es vezetése után Martins egyenlített. Martins lövése a kilencedik legerősebb lövés volt a világon. A Sky Sports mérése szerint a labda sebessége 135 kilométer/óra volt.  Martinsnak ez volt a tizenhetedik találata a szezon 46 meccse alatt. A második szezon viszont vegyes volt Martins számára. Az új menedzser, Sam Allardycekét új csatárt hozott a csapatba, Michael Owent és Mark Vidukát, így Martins nem került be minden mérkőzésen a kezdő keretbe. Miután Sam Allardyce-ot eltávolították, helyette jött egy új menedzser, a aranylabdás Kevin Keegan. Az új menedzser által bevezetett háromfős támadó fölállással már Martins is rendre bekerült a kezdő keretbe.
Martins ebben az évben is részt vett a nigériai válogatottal az Afrikai Nemzetek Kupája sorozatban. A második szezon felében 12 mérkőzés alatt 6 gólt szerzett, viszont a 2008–2009-es szezon során újabb térdsérülést szenvedett, ezért több mérkőzést ki kellett hagynia.
A menedzser megerősítette, hogy Martinst Németországba viszik sebészetre, ahol  dr. Ulrike Muschaweck műti meg. Arsène Wenger azt nyilatkozta, hogy szívesen látná a csapatában Martinst Emmanuel Adebayor helyére. A licit 15 millió fontra rúgott, de Keegan nem engedte el Martinst.

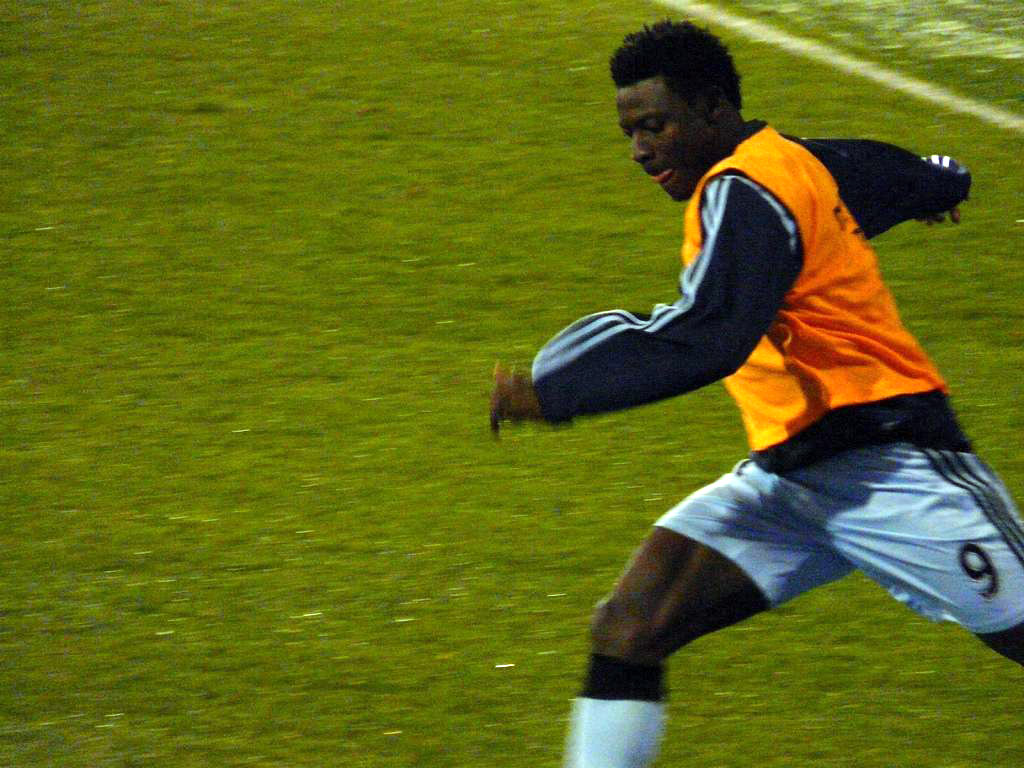
Martins newcastle edzésen

## VFL Wolfsburg
2009. július 29-én a Wolfsburg csapata vételi ajánlatot tett Martinsra (9 milliós fontot ajánlott), amit a Newcastle United elfogadott. 4 éves szerződést írt alá Martins a csapattal, ami augusztus 12-én jött létre.  Martins az 1. FC Köln elleni mérkőzésen debütált: Grafite helyére állt be és szerzett egy gólt. A végeredmény 1-1 lett.

## A válogatottban
20 évesen csatlakozott a Nigériai válogatotthoz. Részt vett a válogatottal a 2006-os Afrikai Nemzetek Kupáján, ahol harmadikok lettek.  A Nigériai labdarúgó-szövetség honlapján Martins adatai közt tévesen volt az a születési éve: 1987 helyett 1978 szerepelt. Később a szervezet megerősítette, hogy csak adminisztrációs hiba történt és elnézést kért mindenkitől.
2007. február 6-án Martins nem jelent meg a válogatott meccsen ahol 4-1 re kikapott Nigéria Ghána ellen. Martins azért nem tudott elmenni, mert Lagosban megkereste beteg édesanyját és vele maradt a kórházban, Augustine Eguavoen nagyon dühös volt a játékosra, végül ideiglenesen kitiltotta  a válogatottól. 2007. március 24-én játszott újra a nemzeti csapatban, ekkor Uganda elleni győztes mérkőzésen tért vissza.
A 2008-as Afrikai Nemzetek Kupájának selejtezői végén Nigéria Mexikó ellen Ciudad Juárezben barátságos mérkőzésen vett részt. Az eredmény 2-2 lett és mind a két találatot Martins lőtte. 2009. november 12-én két gólt szerzett Kenya ellen Nairobiban, így biztosítva hogy kijussanak a 2010-es világbajnokságra. A végeredmény 2-3 lett.

## Statisztika
(2009. május 11. szerint)
| Klub             | Szezon   | Liga | Liga  | Kupa * | Kupa * | Európa | Európa | Összesen | Összesen |
| Klub             | Szezon   | Mérk | Gólok | Mérk   | Gólok  | Mérk   | Gólok  | Mérk     | Gólok    |
| ---------------- | -------- | ---- | ----- | ------ | ------ | ------ | ------ | -------- | -------- |
| Inter Milan      | 2002–03  | 5    | 1     | 2      | 0      | 4      | 2      | 11       | 3        |
| Inter Milan      | 2003–04  | 24   | 7     | 3      | 1      | 9      | 3      | 36       | 11       |
| Inter Milan      | 2004–05  | 31   | 11    | 6      | 6      | 9      | 5      | 46       | 22       |
| Inter Milan      | 2005–06  | 28   | 9     | 6      | 2      | 10     | 2      | 44       | 13       |
| Inter Milan      | Összesen | 88   | 28    | 17     | 9      | 32     | 12     | 137      | 49       |
| Newcastle United | 2006–07  | 33   | 11    | 4      | 0      | 9      | 6      | 46       | 17       |
| Newcastle United | 2007–08  | 31   | 9     | 2      | 1      | 0      | 0      | 33       | 10       |
| Newcastle United | 2008–09  | 24   | 8     | 1      | 0      | 0      | 0      | 25       | 8        |
| Newcastle United | Összesen | 88   | 28    | 7      | 1      | 9      | 6      | 104      | 35       |
| Wolfsburg        | 2009–10  | 10   | 5     | 1      | 0      | 4      | 0      | 15       | 5        |
| Wolfsburg        | Összesen | 10   | 5     | 1      | 0      | 4      | 0      | 15       | 5        |
| Összesen         | Összesen | 186  | 61    | 25     | 10     | 45     | 18     | 256      | 89       |

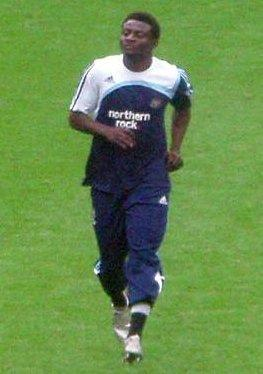
Newcastle színeiben

(* Coppa Italia, Supercoppa Italiana, FA Cup, League Cup, FA Community Shield, DFB-Ligapokal és DFB-Pokal)

### Sikerei, díjai
Egyéni:
- Afrikai Labdarúgó-szövetség 'Az Év Fiatal Játékosa' 2003
- Afrikai Labdarúgó-szövetség 'Az Év Fiatal Játékosa' 2004

 Internazionale:
- Serie A - Győztes: 2005–06
- Coppa Italia - Győztes: 2004–05, 2005–06
- Supercoppa Italiana - Győztes: 2004–05, 2005–06

 Newcastle United FC:
- Intertotó-kupa - Győztes: 2006.

## Külső hivatkozások
- Obafemi Martins pályafutásának statisztikái a Soccerbase oldalon (angolul)

- Profilja a nufc.co.uk honlapon
- Profilja a 4thegame.com honlapon
- Profilja a transfermarkt.de honlapon